# Dryadodaphne novoguineensis
Dryadodaphne novoguineensis är en tvåhjärtbladig växtart. Dryadodaphne novoguineensis ingår i släktet Dryadodaphne och familjen Atherospermataceae.

## Underarter
Arten delas in i följande underarter:
- D. n. novoguineensis
- D. n. occidentalis
- D. n. macra